# Имангулов, Айдар Адгамович
Айдар Адгамович Имангулов (род. 15 июня 1956 года, Октябрьский, Башкирская АССР, РСФСР, СССР) — муниципальный общественный деятель, председатель Совета городского округа город Октябрьский Республики Башкортостан (2005—24 сентября 2024). Согласно статье 18 «Устава городского округа город Октябрьский Республики Башкортостан», структуру органов местного самоуправления городского округа составляют представительный орган городского округа, именуемый Советом; глава городского округа, именуемый председателем Совета и т. д.

## Образование
1978 — Уфимский нефтяной институт (сейчас — Уфимский государственный нефтяной технический университет), водоснабжение и канализация.

## Трудовая биография
- 1978—1982 гг. — техник, мастер, начальник цеха ПУ «Межрайводоканал» г. Ишимбай БАССР;
- 1982—1985 гг. — главный механик, главный инженер ПУ «Межрайводоканал» г. Туймазы БАССР;
- 1985—1990 гг. — старший инженер, начальник производственного отдела, главный инженер, заместитель начальника объединения «Управление паросилового и водопроводно-канализационного хозяйства» г. Усинск Коми АССР;
- 1991—1992 гг. — главный инженер МП «Усинскстроймеханизация» г. Усинск Коми АССР;
- 1992—1996 гг. — заместитель главного инженера ОЗОНИГ-ЛУКОЙЛ г. Октябрьский Республики Башкортостан;
- 1996—2000 гг. — начальник управления жилищно-коммунального хозяйства администрации г. Октябрьского Республики Башкортостан;
- 2000—2021 гг. — директор МУП «Октябрьсккоммунводоканал» г. Октябрьский Республики Башкортостан.
- с 2021 года по н. в. — заместитель директора ГУП РБ «Октябрьсккоммунводоканал».

## Общественная работа
Председатель Совета городского округа город Октябрьский Республики Башкортостан (2005—24 сентября 2024).

## Звания, награды
- Почетная грамота МЖКХ Республики Башкортостан (2004)
- Почетная грамота Государственного Собрания — Курултая Республики Башкортостан (2005)
- Почетное звание «Заслуженный работник сферы обслуживания Республики Башкортостан» (2006).